# Hondlon
Hondlon (en mongol: Хөндлөн, romanizado: Khöndlön) también conocida por su transcripción al chino Kundulun (en chino, 昆都仑; pinyin, Kūndūlún) es un distrito urbano
bajo la administración directa de la Prefectura Baotou en la provincia de Mongolia Interior, República Popular China. 
El distrito es sede del gobierno local y es el centro de educación, economía, cultura y científica de la ciudad de Baotou. Su área total es de 303 kilómetros cuadrados, de los cuales el área urbana es de 72 kilómetros cuadrados.
En 2010, la población residente era de 726 838 habitantes compuesta por 45 grupos étnicos, incluidos mongol, han, hui, man y daur. La población étnica mayoritaria es la mongol con 43 657 residentes . 
En 2017 el distrito fue Top 100 de Fuerza Integral Nacional. En diciembre de 2017, fue elegido como uno de los 100 mejores distritos de la industria china. En noviembre de 2018, fue seleccionado como una de las 100 mejores zonas industriales a nivel nacional.

## Toponimia
Hondlon también transcrito como Khondlon indicando que la Х mongola se pronuncia como una J suave y por eso usa el dígrafo kh. La ciudad lleva el nombre del río Hondlon y significa en mongol "cruzar".

## Administración
El distrito de Hondlon se divide en 15 pueblos que se administran en 13 subdistritos y 2 poblados.

## Geografía
El distrito se fundó en 1956 y se ubica en el interior de la Zona Económica de Hubao-Yinyu y el Triángulo de Oro de Hubao, ubicado al pie de las montañas Yin , en la orilla norte del río Amarillo. El distrito toma su nombre del río Kundulun que en mongol significa "horizontal".  El río baña la región entre las montaña Daqing y las montañas Wula antes de caer al río Amarillo, dividiendo la ciudad en oeste y este.
El terreno es llano, con una ligera pendiente de norte a sur, que es una zona de falla. La altitud es de 1067.2 metros sobre el nivel del mar y la presión promedio es de 895.4 mbar. 

## Clima
Hondlon cuenta con un clima frío semiárido, marcado por largos inviernos fríos y muy secos, y veranos calurosos poco húmedos y vientos fuertes, sobre todo en primavera. Las temperaturas a menudo caen por debajo de -15 °C en invierno y se elevan por encima de los 30 °C en verano. La precipitación anual es de aproximadamente 300 milímetros, con más de la mitad en julio y agosto. Debido a la aridez y la elevación, las diferencias de temperatura entre el día y la noche pueden ser grandes, sobre todo en primavera. En 2002, hubo 12 casos de tormentas de polvo.
El clima es semiárido con veranos e inviernos de temperaturas extremas. En el mes de julio, el más cálido, las temperaturas pueden alcanzar los 45 °C mientras que en el mes de enero, el más frío, las termómetros llegan a marcar los -30 °C. Las diferencias térmicas entre el día y la noche son extremas y pueden alcanzar los 16º.
| Parámetros climáticos promedio de Hondlon (1971−2000) | Parámetros climáticos promedio de Hondlon (1971−2000) | Parámetros climáticos promedio de Hondlon (1971−2000) | Parámetros climáticos promedio de Hondlon (1971−2000) | Parámetros climáticos promedio de Hondlon (1971−2000) | Parámetros climáticos promedio de Hondlon (1971−2000) | Parámetros climáticos promedio de Hondlon (1971−2000) | Parámetros climáticos promedio de Hondlon (1971−2000) | Parámetros climáticos promedio de Hondlon (1971−2000) | Parámetros climáticos promedio de Hondlon (1971−2000) | Parámetros climáticos promedio de Hondlon (1971−2000) | Parámetros climáticos promedio de Hondlon (1971−2000) | Parámetros climáticos promedio de Hondlon (1971−2000) | Parámetros climáticos promedio de Hondlon (1971−2000) |
| Mes                                                   | Ene.                                                  | Feb.                                                  | Mar.                                                  | Abr.                                                  | May.                                                  | Jun.                                                  | Jul.                                                  | Ago.                                                  | Sep.                                                  | Oct.                                                  | Nov.                                                  | Dic.                                                  | Anual                                                 |
| ----------------------------------------------------- | ----------------------------------------------------- | ----------------------------------------------------- | ----------------------------------------------------- | ----------------------------------------------------- | ----------------------------------------------------- | ----------------------------------------------------- | ----------------------------------------------------- | ----------------------------------------------------- | ----------------------------------------------------- | ----------------------------------------------------- | ----------------------------------------------------- | ----------------------------------------------------- | ----------------------------------------------------- |
| Temp. máx. abs. (°C)                                  | 7.4                                                   | 15.9                                                  | 20.4                                                  | 34.4                                                  | 35.9                                                  | 36.7                                                  | 39.2                                                  | 37.6                                                  | 35.0                                                  | 27.5                                                  | 19.3                                                  | 10.1                                                  | '                                                     |
| Temp. máx. media (°C)                                 | −4.1                                                  | 0.4                                                   | 7.6                                                   | 16.9                                                  | 23.9                                                  | 28.2                                                  | 29.6                                                  | 27.1                                                  | 22.1                                                  | 14.8                                                  | 5.2                                                   | −2.3                                                  | 14.1                                                  |
| Temp. media (°C)                                      | -11.1                                                 | -6.8                                                  | 0.7                                                   | 9.5                                                   | 16.7                                                  | 21.4                                                  | 23.2                                                  | 21.0                                                  | 15.0                                                  | 7.3                                                   | -1.8                                                  | -9.0                                                  | 7.2                                                   |
| Temp. mín. media (°C)                                 | −16.8                                                 | −12.7                                                 | −5.6                                                  | 2.0                                                   | 8.7                                                   | 13.6                                                  | 17.1                                                  | 15.3                                                  | 8.7                                                   | 1.3                                                   | −7.2                                                  | −14.3                                                 | 0.8                                                   |
| Temp. mín. abs. (°C)                                  | −31.4                                                 | −28.8                                                 | −20.4                                                 | −10.4                                                 | −3.0                                                  | 3.2                                                   | 10.5                                                  | 4.9                                                   | −2.0                                                  | −11.8                                                 | −20.8                                                 | −25.6                                                 | '                                                     |
| Precipitación total (mm)                              | 2.1                                                   | 3.8                                                   | 8.3                                                   | 8.1                                                   | 17.3                                                  | 28.0                                                  | 81.3                                                  | 87.7                                                  | 38.7                                                  | 17.1                                                  | 3.8                                                   | 1.4                                                   | 297.6                                                 |
| Días de precipitaciones (≥ 0.1 mm)                    | 1.4                                                   | 2.2                                                   | 2.9                                                   | 3.0                                                   | 4.7                                                   | 7.0                                                   | 10.5                                                  | 10.7                                                  | 6.9                                                   | 3.8                                                   | 1.7                                                   | 1.5                                                   | 56.3                                                  |
| Fuente: Weather China                                 |                                                       |                                                       |                                                       |                                                       |                                                       |                                                       |                                                       |                                                       |                                                       |                                                       |                                                       |                                                       |                                                       |

## Recursos
El suelo es de arena arcillosa y grava, que es un sedimento cuaternario con un espesor de más de 300 metros. El tipo de vegetación natural en el distrito de Kundulun fue originalmente la estepa de Stipa. Debido al desarrollo de la construcción urbana, este tipo de vegetación es poco frecuente, pero donde hay agua subterránea se presenta a mayor nivel.